# Organki (podrodzina)
Organki (Euphoniinae) – podrodzina ptaków z rodziny łuszczakowatych (Fringillidae).

## Występowanie
Podrodzina obejmuje gatunki występujące w Ameryce.

## Systematyka
Do podrodziny należą następujące rodzaje:
- Chlorophonia Bonaparte, 1851
- Euphonia Desmarest, 1806

W starszych ujęciach systematycznych rodzaje te zaliczane były do rodziny tanagrowatych (Thraupidae).